# The Bell Curve
The Bell Curve: Intelligence and Class Structure in American Life er en bog fra 1994 af den amerikanske psykolog Richard J. Herrnstein (som døde før bogens udgivelse) og sociologen Charles Murray. Dens centrale tese er, at menneskelig intelligens er under indflydelse af både arvelige og miljømæssige faktorer og er en bedre indikator for fremtidig indkomst, jobindsats, børn uden for ægteskab og involvering i kriminalitet, end personens økonomiske status eller uddannelsesniveau. 
Bogen argumenterer også, at personer med høj intelligens, den "kognitive elite" er ved, at isolere sig fra personer med gennemsnitlig eller under gennemsnitlig intelligens. Bogen var kontroversiel især, hvor forfatterne skrev om sammenhængen mellem race og intelligens og diskuterede implikationerne af disse forskelle. Pressen beskrev det således, forfatterne argumentererede for at IQ-forskellene er genetisk betingede. I bogens kapitel 13 anføres: "Det virker meget sandsynligt for os, at både gener og miljø har noget at gøre med raceforskelle." Introduktionen til kapitlet er mere varsomt med sætningen "Debatten om, hvorvidt og hvor meget gener og miljø har at gøre med etniske forskelle, forbliver uløst." 
Bogens titel kommer fra den klokkeformede normalfordeling af IQ i en befolkning. Kort efter offentliggørelsen samledes folk i både kritik og forsvar af bogen. En lang række kritiske artikler og bøger blev skrevet som reaktion på bogen.

## Indhold
The Bell Curve argumenterer for, at intelligens er arveligt betinget (g-faktoren) og fordeler sig forskelligt blandt sorte, hvide og asiater, og har dyb indflydelse på den sociale struktur og derved, at en voksen persons IQ-score er bedre til at forudsige personens socioøkonomiske situation end nogen anden faktor, herunder race, køn, barndom og uddannelse. Forfatternes konklusioner er anset som kontroversielle, lige fra forholdet mellem målt lav intelligens og anti-social adfærd, og dertil observerede lave prøveresultater for afro-amerikanere (sammenlignet med hvide og østasiater). I de første mange måneder efter udgivelsen, blev 400.000 eksemplarer af bogen solgt i hele verden. Hundredvis af anmeldelser og kommentarer blev skrevet om bogen efter udgivelsen.
Bogen argumenter for:
1. Intelligens findes og kan måles præcist på tværs af race, sprog og nationale grænser.
2. Intelligens er en af de vigtigste faktorer, hvis ikke den vigtigste, korreleret til succeskriterier indenfor økonomi, sociale relationer m.v.  i USA, og dens betydning er stigende.
3. Intelligens er i høj grad (40% til 80%) arvelig.
4. Ingen har hidtil været i stand til i væsentlig at manipulere IQ gennem ændringer i de miljømæssige faktorer, bortset fra i forbindelse med børneadoptioner. I lyset af disse fiaskoer, er det usandsynligt, at der fremover vil være succes med fremtidige manipulationer.
5. USA har været i fornægtelse af disse kendsgerninger. En bedre offentlig forståelse af intelligensens natur, og dens sociale korrelater, er nødvendig for at vejlede fremtidige politiske beslutninger.

| IQ | <75 | 75-90 | 90-110 | 110-125 | >125 |
| --- | --- | ----- | ------ | ------- | ---- |
| USA populationsdistribution | 5   | 20    | 50     | 20      | 5    |
| Ægteskab ved alderen 30 | 72  | 81    | 81     | 72      | 67   |
| Ude af arbejdsstyrken mere end en måned om året (mænd) | 22  | 19    | 15     | 14      | 10   |
| Arbejdsløs mere end en måned om året (mænd) | 12  | 10    | 7      | 7       | 2    |
| Skilt inden 5 år | 21  | 22    | 23     | 15      | 9    |
| Barn med IQ i laveste decimil (mødre) | 39  | 17    | 6      | 7       | -    |
| Havde et barn udenfor ægteskabet (mødre) | 32  | 17    | 8      | 4       | 2    |
| Lever i fattigdom | 30  | 16    | 6      | 3       | 2    |
| Har været i fængsel (mænd) | 7   | 7     | 3      | 1       | 0    |
| Kronisk velfærdesmodtager (mødre) | 31  | 17    | 8      | 2       | 0    |
| Dropper ud af High School (Dansk: mellemgående uddannelse) | 55  | 35    | 6      | 0.4     | 0    |
| Værdier er procenter for hvide amerikaner udelukkende. Herrnstein & Murray (1994) side: 171, 158, 163, 174, 230, 180, 132, 194, 247-248, 194, 146 respektive. |     |       |        |         |      |

Bogen argumenterer dertil for diverse politiske tiltag. Disse inkluderer, at den gennemsnitlige genetiske IQ i USA er faldende på grund af tendensen til at mere intelligente personer får færre børn end de mindre intelligente, dertil immigration af folk med lav intelligens, hvilket samlet set gør politisk intervention nødvendig. Dette omfatter behov for at begrænse offentlige ydelser, som giver fattige kvinder et incitament til at få børn samt, at begrænse immigration til USA i fremtiden. 

## Kritik
En tidlig kritik var, at Herrnstein og Murray ikke indgav deres arbejde til fagfællebedømmelse inden offentliggørelse. Dertil udgav den amerikanske psykologforening en rapport om forskning præsenteret i bogen. Rapporten blev udgivet under navnet Intelligence: Knowns and Unknowns. Deres undersøgelse blev enige om at: 
1. IQ-scorer har høj prædiktiv gyldighed for individuelle forskelle i skoleresultater.
2. IQ-scorer har forudsigende gyldighed for voksnes erhvervsmæssig status, selv når variabler såsom uddannelse og familiemæssige baggrund er blevet statistisk kontrolleret.
3. Der er ringe dokumentation for, at barndommens kost påvirker intelligens, undtagen i tilfælde af alvorlig underernæring
4. Det er nogle gange foreslået, at Sort / Hvid differentiale i psykometrisk intelligens til dels skyldes genetiske forskelle (Jensen, 1972). Der er dog ikke meget direkte bevis på dette punkt.